# 一ノ戸川橋梁

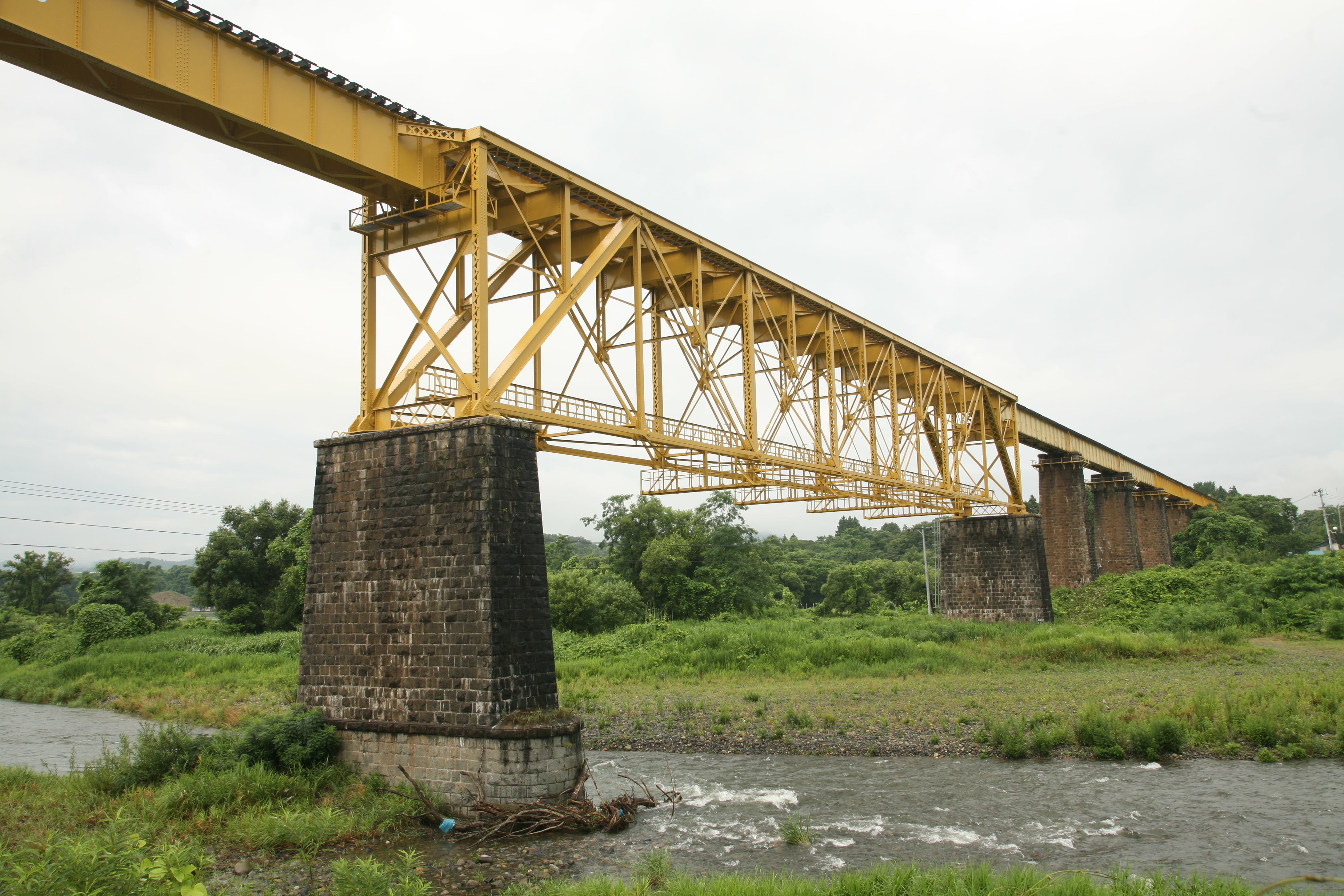
全16連のうち、7連目が上路ボルチモアトラス。2009年5月に黄色に塗装された。

一ノ戸川橋梁（いちのとがわきょうりょう）は、福島県喜多方市にある東日本旅客鉄道（JR東日本）磐越西線の鉄橋。

## 概要
1908年架橋、1910年磐越西線（開通時：岩越線）喜多方 - 山都間開通に伴い供用開始。阿賀野川水系一ノ戸川にかかる16支間445m、高さ24mの鉄橋で、中間の1支間（7連目）が上路式ボルチモアトラス橋、残り15支間がプレートガーダー橋である。一ノ戸川の谷は谷底に水田が広がるほど広かったため、このような長大な鉄橋となった。建設時は東洋一との呼び声が高かった。

## 構造
プレートガーダー、トラスともに米国のアメリカン・ブリッジ製である。中央部のトラスは200フィート (61 m)で、当時の長大橋で多く使用されたボルチモアトラスである。ボルチモアトラスは現存例が少なく、現在も使用されているのは本橋のほか磐越西線蟹沢橋梁（耶麻郡西会津町）、秩父鉄道浦山川橋梁・安谷川橋梁（どちらも新潟県東蒲原郡阿賀町の磐越西線阿賀野川当麻橋梁架け替えによる転用）の4本である。ルート変更により用途廃止となった中央本線立場川橋梁を入れれば5本となる。
橋脚は花崗岩を積み上げられて作られた。町内宮古地区（現在では蕎麦の里として有名）等から採石されたが、足りなくなると高郷村からトロッコで原石のまま運ばれた。工事は困難を極め、完成時には工事関係者だけでなく地元住民も涙を流したという。

## 明治時代の文化遺産

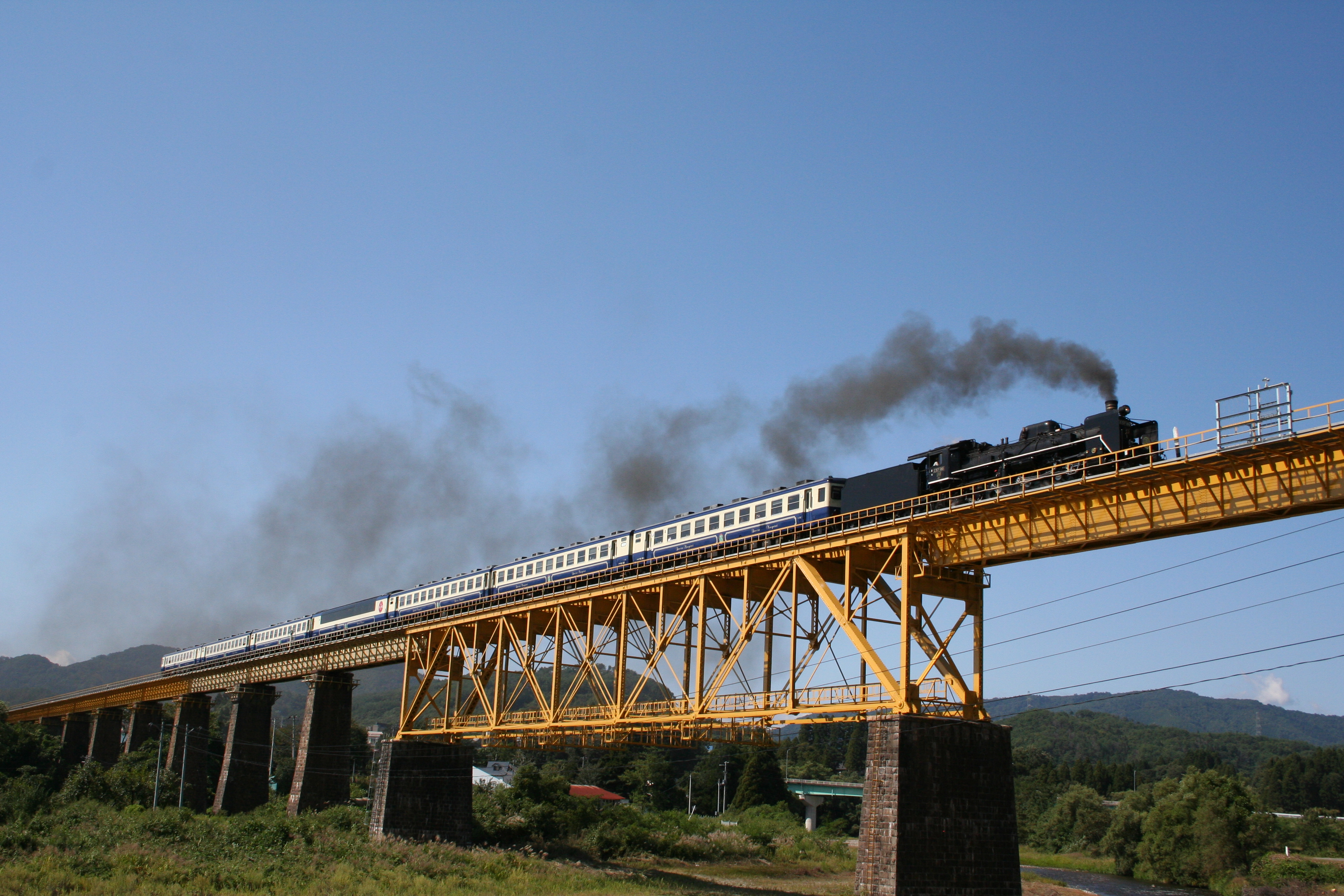
一ノ戸川橋梁を渡るSLばんえつ物語号。

このように非常にレトロな形状の橋であるため、「SLばんえつ物語号」走行時などは絶好の撮影ポイントとなる（上路式トラス橋は車両への展望を遮るものがなく、非電化区間のため架線柱もない）ので鉄道ファンやカメラマンに非常に人気が高い。また地元でも山都の鉄橋と呼ばれ大変親しまれている。せせらぎの音を掻き消して列車が放つ走行音は、うつくしまの音30景に選定されている。期間を限定して「橋梁のライトアップ」がおこなわれている。
2016年に「磐越西線鉄道施設群」の一部として、土木学会選奨土木遺産に選ばれる。